# 하이디 머코프
하이디 머코프(Heidi Murkoff, 1958년 11월 28일 ~ )는 미국의 작가이다. 임신, 육아 분야의 세계적인 베스트셀러인 『What to Expect』 시리즈를 썼으며, 'WhatToExpect.com'의 창립자이자, 'What to Expect' 재단의 설립자이기도 하다. 2011년 타임지에서 선정한 ‘세계에서 가장 영향력 있는 인물 100인’에 이름을 올렸다. 2005년 ‘the Books For A Better Life(더 나은 삶을 위한 책)’은 명예의 전당에 올랐다.

## 『What to Expect』 시리즈
하이디 머코프는 그녀의 첫 임신기간에 『첫 임신출산에 관한 모든 것』(원제『What to Expect When You're Expecting』)에 대한 아이디어를 떠올리게 되었다. 그녀는 이전에 나온 임신관련 책에서 임신 기간의 걱정들에 대한 시원한 답을 찾을 수 없었고, 많은 조언이 필요하다는 것을 알게 되었다. 그래서 걱정으로 잠 못 드는 밤을 보낼 다른 부모들을 위한 지침서를 쓰기로 마음먹었고, 첫째 딸 엠마를 출산하기 불과 몇 시간 전에『첫 임신출산에 관한 모든 것』의 제안서를 완성했다.
임신의 바이블로 임명되어 뉴욕 타임즈 베스트셀러의 표상이 된 이 책은 이제 네 번째 개정판을 펴냈고 1700만부 이상 찍어냈다. USA Today에 따르면, 임신 관련 책을 읽은 여성 중 93%가 『첫 임신출산에 관한 모든 것』을 읽었다고 한다. 또 USA Today는 이 책을 ‘지난 25년 동안의 가장 영향력 있는 책’으로 선정하기도 하였다.
속편인 『1,2세 아이에 관한 모든 것』(원제『What to Expect: The First Year』)은 천만 부 이상 팔렸으며 현재 두 번째 개정판이 출간되어 있다.
『What to Expect』 시리즈의 다른 책으로는 『What to Eat When You're Expecting』, 『What to Expect Before You're Expecting』 등이 있으며, 가장 최근에 나온 책으로 『3,4세 아이에 관한 모든 것』(원제『What to Expect: the Second Year』)―두 살 아이를 가진 부모가 꼭 지녀야 할 지침서―이 있다. 『What to Expect』 시리즈의 책은 미국에서만 3400만부 이상 팔렸으며 30여 개 언어로 번역, 출판되었다.
하이디 머코프의 유아를 위한 그림책인 『What to Expect Kids』 시리즈에는『What to Expect When Mommy's Having a Baby』, 『What to Expect When the New Baby Comes Home』,『What to Expect When You Use the Potty』, 『What to Expect at Preschool』 등이 있다.

## What to Expect 재단
하이디 머코프는 제대로 도움을 받지 못하는 가족들의 ‘건강한 임신, 안전한 출산, 그리고 건강하고 행복한 아이’를 돕기 위해 비영리 단체인 What to Expect 재단(홈페이지: http://www.whattoexpect.org 보관됨 2012-03-27 - 웨이백 머신)을 세웠다.
이 재단의 Baby Basics 프로그램은 50만 명이 넘는 예비 엄마들과 아기들을 도왔고, 현재 도움이 필요한 모든 엄마들을 돕기 위한 노력을 전 세계적으로 선도하고 있다.

## 미디어 활동
하이디 머코프는 The Today Show, Good Morning America, The CBS Early Show, Oprah, BBC Breakfast, Good Morning Australia 등에 출연했다.
2012년 5월에 Lionsgate 영화사에서 『첫 임신출산에 관한 모든 것』을 원작으로 하고 카메론 디아즈가 주연한 영화가 개봉될 예정이다.
하이디 머코프와 그의 남편 에릭이 제작 부장으로 참여하며, 커크 존스(Kirk Jones) 감독이 연출을 맡고 샤우너 크로스(Shauna Cross)가 각본을 맡았다.
한국에서는 ‘임신한 당신이 알아야 할 모든 것’이라는 제목으로 개봉할 예정이다.

## 온라인 사이트
2005년에 하이디 머코프는 책과 연계하여 온라인 사이트 http://www.whattoexpect.com를 열어 What To Expect브랜드를 확장했다.
2009년 What to Expect는 모바일 시장에도 진출하여 세계에서 가장 유명한 임신관련 앱인‘the WTE Pregnancy Tracker’와 이외에 ‘the WTE Fertility Tracker’, ‘the WTE Baby Name Finder’, ‘the WTE First Year Tracker’를 내놓았다.